# Federale Overheidsdienst Beleid en Ondersteuning
De Federale Overheidsdienst (FOD) Beleid en Ondersteuning (afgekort als BOSA, Beleid & Ondersteuning, Stratégie & Appui) is een Belgische federale overheidsdienst opgericht op 1 maart 2017 die instaat voor de ondersteunende diensten van de federale overheid, met name HR, IT, communicatie, begroting en boekhouding.
De dienst is ontstaan uit de fusie van vijf ondersteunende federale overheidsorganisaties, namelijk FOD Personeel en Organisatie, Budget en Beheerscontrole, Fedict samen met Selor en Empreva (de centrale cel van de gemeenschappelijke dienst voor preventie en bescherming op het werk van de federale overheid).
De organisatiestructuur van de FOD omvat zes directoraten-generaal:
- DG Begroting en Beleidsevaluatie
- DG Digitale Transformatie
- de dienstencentra: DG Rekrutering en Ontwikkeling, DG Sociaal Secretariaat PersoPoint en DG Federale Accountant/Procurement
- de DG interne ondersteunende dienst

De FOD is gehuisvest in het WTC-gebouw 3 in de Noordruimte van Brussel.